# Leader Supremo Snoke
Il Leader Supremo Snoke è un personaggio della serie Guerre stellari. È stato creato da J. J. Abrams, Lawrence Kasdan e Michael Arndt per il film Star Wars - Il risveglio della Forza, in cui viene presentato come il Leader Supremo del Primo Ordine, una giunta militare formata dall'Impero Galattico caduto. Nei film, Snoke è un personaggio in CGI doppiato e interpretato da Andy Serkis tramite motion capture.
L'universo di Guerre stellari stabilisce Snoke come un essere artificiale sensibile alla Forza creato dall'Imperatore Palpatine per reclamare il controllo della galassia. Come sovrano fantoccio di Palpatine, Snoke guida il Primo Ordine contro la Nuova Repubblica e manipola il nipote di Luke Skywalker, Ben Solo, per farlo diventare Kylo Ren.
Il personaggio appare come antagonista terziario in Il risveglio della Forza e antagonista secondario in Gli ultimi Jedi, ed è citato in L'ascesa di Skywalker. Oltre ai film, Snoke appare in altri media di Guerre stellari.

## Personaggio

### Sviluppo
L'aspetto di Snoke è cambiato durante le riprese e la post-produzione de Il risveglio della Forza. Andy Serkis ha dichiarato: "È la prima volta che sono sul set senza sapere ancora come sarà il personaggio. Voglio dire, parla di segretezza!" Secondo l'attore, l'aspetto, la voce e i movimenti del personaggio si sono evoluti mentre lui e lo sceneggiatore / regista del film J. J. Abrams sfidavano il team degli effetti visivi.
Secondo lo scultore senior di The Force Awakens Ivan Manzella, "Snoke è quasi diventato una femmina a un certo punto. J. J. ha scelto una maquette che gli piaceva e poi l'abbiamo portata in una versione a grandezza naturale, scolpita in plastelina. J. J. e (il supervisore creativo delle creature Neal Scanlan) non volevano che fosse vecchio e decrepito, comel'Imperatore Palpatine. Manzella in seguito rivelò che, influenzato da un riferimento di Abrams alla Racconti del brivido, basò parzialmente una maquette di Snoke su Peter Cushing, che interpretava il Grand Moff Tarkin nel film originale di Guerre stellari.

### Ritratto
Mentre Serkis si è unito segretamente al progetto nel febbraio 2014, il suo casting in Il risveglio della Forza è stato annunciato per la prima volta il 29 aprile 2014. Quando gli è stato chiesto del suo ruolo nel luglio 2014, ha scherzato: "Non sono Yoda". Nel maggio 2015, un'intervista StarWars.com con la fotografa Annie Leibovitz sul suo servizio Il risveglio della Forza per Vanity Fair ha rivelato che Serkis avrebbe interpretato un personaggio CGI chiamato Il Leader Supremo Snoke, e presentava un'immagine dell'attore in attrezzatura da motion capture. Serkis aveva precedentemente interpretato diversi personaggi CGI usando la tecnologia di motion capture, tra cui la scimmia titolare in King Kong del 2005 e Cesare nella serie reboot de Il pianeta delle scimmie.
Nel novembre 2015, Serkis ha detto del processo di creazione di Snoke:
Secondo la costar di Serkis, Lupita Nyong'o, che ha interpretato il personaggio in CGI Maz Kanata in Il risveglio della Forza, l'attore l'ha istruita sul lavoro di performance-capture, dicendo a Nyong'o che "un personaggio di motion capture si sviluppa allo stesso modo di qualsiasi altro. Devi capire chi è il personaggio e cosa lo rende quello che è". Serkis ha detto delle riprese:
Il costumista Michael Kaplan ha avuto l'idea di dare a Snoke abiti dorati per contrastare la sua sala del trono rossa e nera ne Gli ultimi Jedi. Il regista Rian Johnson ha detto che il motivo rosso aveva lo scopo di evocare le tende in un cenno al Mago di Oz, in cui il personaggio titolare si nasconde dietro una tenda. La sala del trono è stata progettata per apparire teatrale al contrario di quella di Palpatine, che era più utilitaristica. I designer concettuali del set sono stati ispirati da concept art inutilizzati per Il ritorno dello Jedi raffigurante la tana a base di lava dell'Imperatore sotto la superficie di Coruscant. Secondo The Last Jedi: The Visual Dictionary, l'anello d'oro indossato da Snoke è incastonato con l'ossidiana del castello di Dart Fener su Mustafar. I glifi con cui è ambientato sono un riferimento a quattro filosofi di cui Palpatine aveva statue nel suo ufficio, viste per la prima volta in Star Wars: Episodio II - L'attacco dei cloni. Inoltre, il tema di Palpatine può essere ascoltato durante la scena in cui Snoke tortura Rey.

### Descrizione

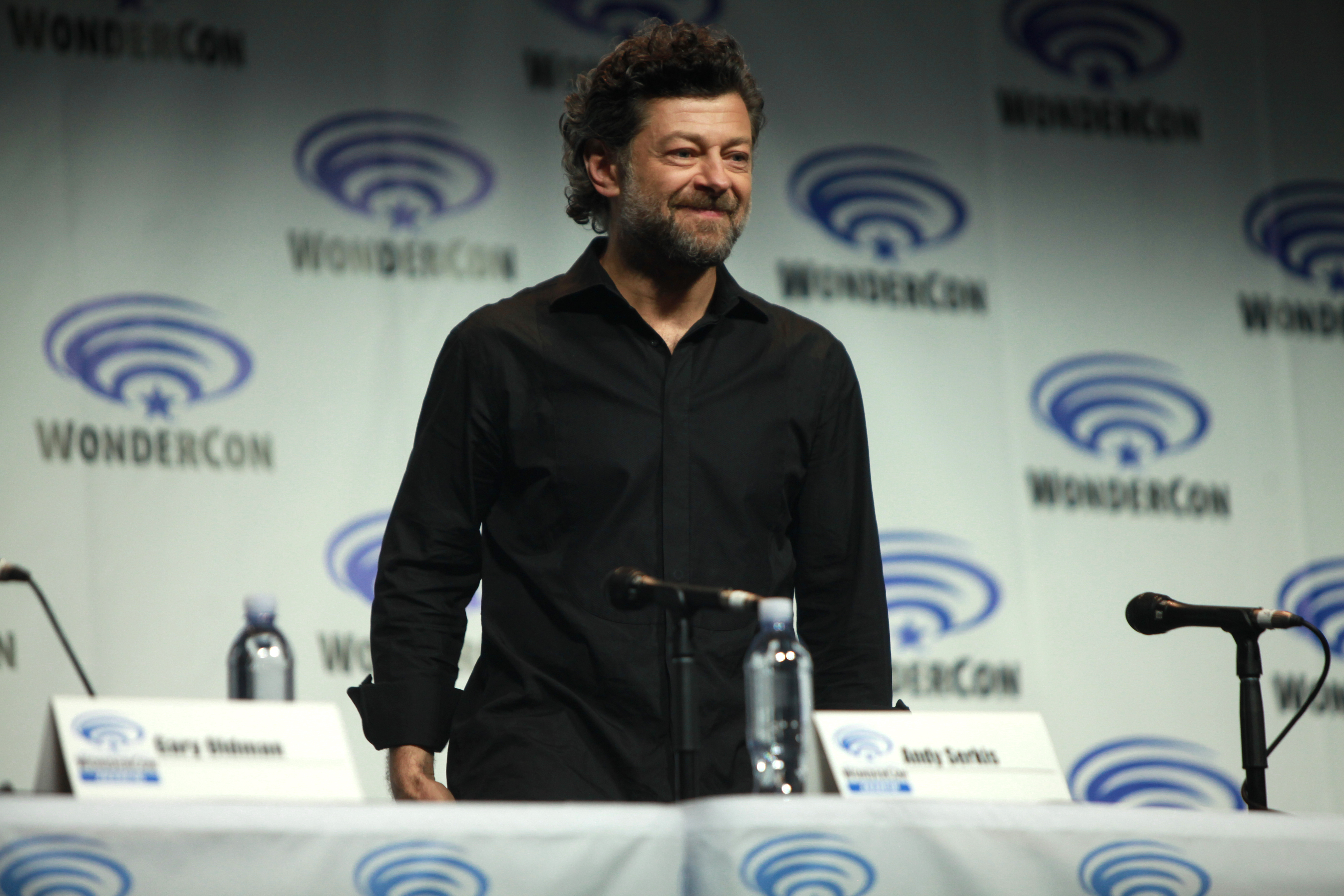
Andy Serkis interprete del personaggio nella trilogia sequel di Guerre stellari.

Nel contesto della storia, Snoke è un "filamento genetico" creato dall'Imperatore Palpatine per servire come suo procuratore al potere. Snoke, che Abrams definì "una potente figura sul lato oscuro della Forza", fu introdotto come leader del Primo Ordine e maestro del cattivo principale della trilogia sequel, Kylo Ren. Serkis descrisse Snoke come "un personaggio piuttosto enigmatico, e stranamente vulnerabile allo stesso tempo piuttosto potente. Ovviamente ha un'agenda enorme. Ha subito molti danni". Serkis ha definito Snoke "un nuovo personaggio in questo universo", aggiungendo "Penso che sarebbe giusto dire che è consapevole del passato in larga misura".
Spiegando perché la CGI era l'unico modo per creare l'aspetto unico di Snoke, Serkis ha detto prima della premiere del film: "La sua portata, per esempio, è una ragione. Lui è grande. Appare alto. E anche solo il design del viso: non avresti potuto arrivarci con le protesi... Ha una struttura ossea e facciale molto distintiva e idiosincratica". Il capo degli effetti delle creature e dei droidi Neal Scanlan ha dichiarato: "Questo personaggio è molto meglio eseguito come personaggio CGI. Questa è solo una realtà pratica quando è alto 7 piedi; È molto, molto magro". Il "volto sfregiato e cavernoso" di Snoke non è stato rivelato prima dell'uscita del film, in cui appare come un "enorme e minaccioso ologramma". La voce profonda del personaggio è stata ascoltata per la prima volta nel teaser trailer pubblicato il 28 novembre 2014.
Robbie Collin del Telegraph descrisse lo Snoke sfigurato e scheletrico come un "orrore sepolcrale", Richard Roeper del Chicago Sun-Times lo definì "sibilante e grottesco" e Andrew O'Hehir di Salon soprannominò il personaggio "una figura demoniaca spettrale". Justin Chang di Variety ha scritto che Snoke assomigliava a "una versione più articolata e di dimensioni maggiorate del suo personaggio Gollum" e Chris Nashawaty di Entertainment Weekly lo ha descritto come "essenzialmente l'Imperatore Palpatine incrociato con uno degli alieni di Incontri ravvicinati". Stephanie Zacharek di Time definì il personaggio "un tizio gigantesco, spaventoso e senza naso che siede placidamente su una sedia di grandi dimensioni come una versione oscura del Lincoln Monument".
C'erano più teorie dei fan sulle origini e l'identità di Snoke prima del film del 2019 L'ascesa di Skywalker. Tali teorie includevano che fosse Darth Plagueis, un Signore dei Sith menzionato aneddoticamente in Star Wars: Episodio III - La vendetta dei Sith come mentore di Palpatine, presumibilmente in possesso del potere di prevenire la morte; Palpatine stesso, "l'Operatore" Gallius Rax, un misterioso manipolatore del Primo Ordine della trilogia di romanzi Aftermath di Chuck Wendig; o Ezra Bridger, un personaggio principale della serie animata Star Wars Rebels.

## Apparizioni

### Film

#### Il risveglio della Forza
Nella sua prima apparizione nel film, Snoke viene presentato come Leader Supremo del Primo Ordine e maestro di Kylo Ren. Sedotto al lato oscuro da Snoke, il Kylo mascherato è in realtà Ben Solo, il figlio di Ian Solo e Leila Organa. Snoke percepisce un "risveglio" nella Forza, e avverte Ren che i limiti del suo potere saranno messi alla prova quando affronterà suo padre all'inseguimento del droide ribelle BB-8, che porta una mappa su dove si trovi Luke Skywalker. Più tardi, Snoke ordina al Generale Hux di distruggere la Nuova Repubblica con la superarma Starkiller Base. Ordina quindi a Ren di portare Rey da lui dopo che lei si rifiuta di rivelare la mappa a Luke. Dopo che Ren viene sconfitto in un duello con la spada laser con Rey, Snoke ordina a Hux di portarlo da lui per completare il suo addestramento.

#### Gli ultimi Jedi
Dopo gli eventi de Il risveglio della Forza, Snoke guida le forze del Primo Ordine mentre inseguono la Resistenza in inferiorità numerica. Rimprovera Hux per i suoi fallimenti come leader militare, e Kylo Ren per il suo fallimento nel sconfiggere Rey e trovare Luke Skywalker. Verso la fine del film, Ren porta Rey da Snoke, che la tortura per avere informazioni sulla posizione di Luke. Snoke rivela di aver creato un legame psichico tra Ren e Rey come parte di un piano per distruggere Luke. Poi ordina a Ren di uccidere Rey. Ren, tuttavia, uccide Snoke usando la Forza per tagliarlo a metà con una spada laser. Ren in seguito si dichiara il nuovo Leader Supremo del Primo Ordine, attribuendo la morte di Snoke a Rey.

#### L'ascesa di Skywalker
In L'ascesa di Skywalker, Kylo Ren trova diversi cloni simili a Snoke nel covo di Palpatine sul mondo Sith Exegol. La voce di Snoke viene brevemente usata da Palpatine quando parla con Ren. Viene rivelato che Palpatine aveva creato Snoke come burattino per attirare Ren verso il lato oscuro e per reclamare la galassia attraverso il Primo Ordine.

### Altre opere
Snoke appare nel romanzo del 2015 Il risveglio della Forza di Alan Dean Foster. Nel romanzo, Leila racconta ad Ian in modo più dettagliato come Snoke, consapevole che il loro figlio sarebbe stato "forte con la Forza" e possedesse "uguale potenziale per il bene o il male", avesse a lungo osservato Ben e manipolato gli eventi per attirarlo al lato oscuro. Una versione non giocabile della mini-figure LEGO di Snoke appare nelle scene tagliate del videogioco del 2016 LEGO Star Wars: Il risveglio della Forza, ma è diventata giocabile in LEGO Star Wars: La saga degli Skywalker come personaggio della classe del Lato Oscuro, ed è l'unico Sith (a parte le versioni Classic e Holiday Special di Dart Fener) a non essere sbloccato giocando la storia, invece sbloccabile da una missione secondaria in Exegol. Nella primavera del 2018, Snoke è stato aggiunto al MOBA mobile Star Wars: Force Arena come leader della squadra giocabile del Lato Oscuro.
Snoke è al centro del fumetto one-shot del 2019 Age of Resistance: Villains – Supreme Leader Snoke, in cui dice a Kylo: "Se avessi avuto tuo zio al mio fianco invece di te, la galassia sarebbe stata mia molto tempo fa".
Secondo The Rise of Skywalker: The Visual Dictionary, l'aspetto fisico di Snoke è stato appositamente progettato da Palpatine per garantire che la sua specie rimanesse non identificabile. Inoltre, la riluttanza di Snoke a incontrarsi di persona con i suoi sottoposti del Primo Ordine aiutò a nascondere il fatto che fosse un essere artificiale. Il generale Pryde, un cattivo di supporto in L'ascesa di Skywalker, era uno dei pochi personaggi che sapeva che Snoke era sottomesso a un potere superiore. Il libro di Star Wars (pubblicato nel 2020 e co-autore del creativo della Lucasfilm Pablo Hidalgo) ha suggerito che Snoke potrebbe non essere stato a conoscenza delle sue origini. Nella serie a fumetti The Rise of Kylo Ren, Kylo crede che Luke sia responsabile delle ferite di Snoke.

## Accoglienza
Todd McCarthy di The Hollywood Reporter ha scritto: "Il leader supremo Snoke è un ologramma vagamente alla Harry Potter doppiato con profonda gravità da Andy Serkis; Tutto il peso della malignità e del potere drammatico di questo personaggio sarà presumibilmente valutato meglio negli episodi successivi. Richard Roeper del Chicago Sun-Times definì Serkis "il campione indiscusso dei ruoli di performance-capture". Pur elogiando la "raffinatezza discreta" degli effetti visivi utilizzati per ritrarre il personaggio, Justin Chang di Variety ha detto che Serkis è "bravo ma non galvanizzante" nel ruolo. Lindsay Bahr dell'Associated Press considerò Snoke uno dei personaggi "meno memorabili" de Il risveglio della Forza. Nel 2016, Serkis è stato nominato per un MTV Movie Award per la migliore performance virtuale per il ruolo.
Alcuni spettatori hanno ritenuto che l'arco del personaggio di Snoke fosse sottosviluppato. Varie teorie dei fan sulle sue origini erano così fortemente sostenute tra alcuni spettatori che era difficile per loro accettare la sua morte ne Gli ultimi Jedi. La decisione di Rian Johnson di uccidere il personaggio senza svilupparlo ulteriormente è stata criticata da molti, ed è comunemente citata come uno dei più grandi fallimenti del film divisivo. Serkis ha affrontato le critiche dicendo che i produttori volevano che il personaggio "avesse una grande quantità di mistero", ma che "gli è stato chiesto di non perdere nulla se volevano riportarlo indietro in qualsiasi modo, che fosse prequel o altro". Forbes ha criticato Il risveglio della Forza per non aver sviluppato Snoke come personaggio, o esplorato il suo retroscena e l'inspiegabile ascesa al potere dopo gli eventi della trilogia originale, definendo il personaggio "una benda mal posizionata su un buco di trama spalancato". Serkis ha riconosciuto che alcuni fan hanno trovato la mancanza di retroscena "incredibilmente frustrante", ma ha suggerito questa come un'opportunità per stratificare Snoke in una storia futura. Nonostante le critiche verso la scrittura, Forbes ha elogiato la performance di Serkis in entrambi i film, ed è stato molto più positivo nei confronti della sua apparizione ne Gli ultimi Jedi, evidenziando la sua morte e il suo rapporto con il suo apprendista, Kylo Ren.